# Permira
Permira (antes Schroder Ventures) es una firma de alcance global de capital privado con sede en Londres. La oficina de España está situada cerca del Parque María Eva Duarte de Perón en Madrid.
Permira está enfocado en el segmento de crecimiento ("growth”), y proporciona inversión de capital privado y deuda para el crecimiento y desarrollo de las empresas. Permira se centra en los sectores de la tecnología, el consumo, los servicios y la sanidad. La empresa está organizada como una sociedad y asesora a fondos con más de 60.000 millones de euros en activos gestionados (assets under management).

## Historia
En los años 80, la empresa británica de gestión de activos J. Henry Schroder Wagg desarrolló un concepto de fondos de capital privado para financiar la compra de empresas por parte de sus directivos (adquisición por la dirección). Los fondos estaban activos en varios países europeos y eran legalmente independientes, pero operaban conjuntamente bajo el nombre de Schroder Ventures. Nicholas Ferguson fue nombrado presidente de la división. El fondo de Schroders, lanzado en 1986, fue el primer fondo de capital privado de Alemania.
En 1996, los empleados de Schroder Ventures de Alemania, Francia, Italia y el Reino Unido se fusionaron en una nueva empresa. Inicialmente, utilizó el nombre de Schroder Ventures Europe y pasó a llamarse Permira en 2001 para reflejar la separación de J. Henry Schroder Wagg. Esto fue precedido por el lanzamiento de los fondos de inversión Permira Europe I y Permira Europe II. En 2004 se creó la entidad española.
En las décadas de 1990 y 2000, Permira se convirtió en la mayor empresa europea de capital privado. Permira se dio a conocer al gran público en España con su adquisición de la cadena de moda Grupo Cortefiel (ahora Tandem) en 2004/2005. Más tarde, se añadieron la conocida cadena Dinosol Supermercados, Telepizza y la agencia de viajes online eDreams. Permira también entró en el sector de la educación con la adquisición de la Universidad Europea de Madrid en 2019 y en sanidad con la compra de Neuraxpharm en 2020.
Permira abrió su primera oficina en Estados Unidos en la ciudad de Nueva York en 2002. Posteriormente, se abrió una oficina en Silicon Valley. Desde 2008, la empresa también está representada en China y Japón. En la actualidad, Permira cuenta con 16 oficinas en los centros financieros y económicos más importantes de Europa, Estados Unidos y Asia.

## Estructura de la empresa
Permira es propietaria de varias entidades en varios países del mundo, incluida la empresa española Permira Asesores. La empresa británica Permira Holdings Limited actúa como sociedad de cartera. Representa el mayor grupo consolidado de la empresa en sus estados financieros. Es una sociedad anónima con domicilio social en Saint Peter Port, en la isla de Guernsey.
Permira está organizada bajo la forma jurídica de una sociedad partnership, es decir, es propiedad de sus principales empleados. En todo el mundo, Kurt Björklund (Managing Director) está al frente. En España, Pedro López (Principal, Head of Spain) dirige la empresa.

## Actividad empresarial
Permira asesora a fondos de capital privado y ha desarrollado otras soluciones de financiación. Proporcionan a las empresas capital privado (compra/capital de crecimiento) o financiación de la deuda (deuda/crédito). El objetivo es apoyar su desarrollo y aumentar así el valor de la empresa a largo plazo. El capital invertido procede de inversores institucionales, como grandes bancos, compañías de seguros, fondos de pensiones, gestores de activos independientes y particulares adinerados.

## Participaciones
Desde su creación, los fondos de capital riesgo de Permira han invertido en más de 300 empresas. Actualmente (en julio de 2022), su cartera incluye 71 empresas, una parte importante de las cuales pertenece al sector tecnológico. Más de la mitad tienen su sede en Europa.

## Responsabilidad social
En 2017, la empresa creó la The Permira Foundation, una fundación benéfica independiente. Se centra principalmente en áreas como la inclusión social, la prevención y el alivio de la pobreza, la promoción y el mantenimiento de la salud, y el apoyo a la educación y las carreras de los jóvenes. La Permira Foundation está financiada principalmente por los socios de la empresa.